# Broderie palestinienne
La broderie palestinienne, ou tatreez, est pratiquée depuis des siècles. Cette technique est souvent utilisée pour orner des vêtements, des textiles ménagers et d'autres objets du quotidien.

## Technique

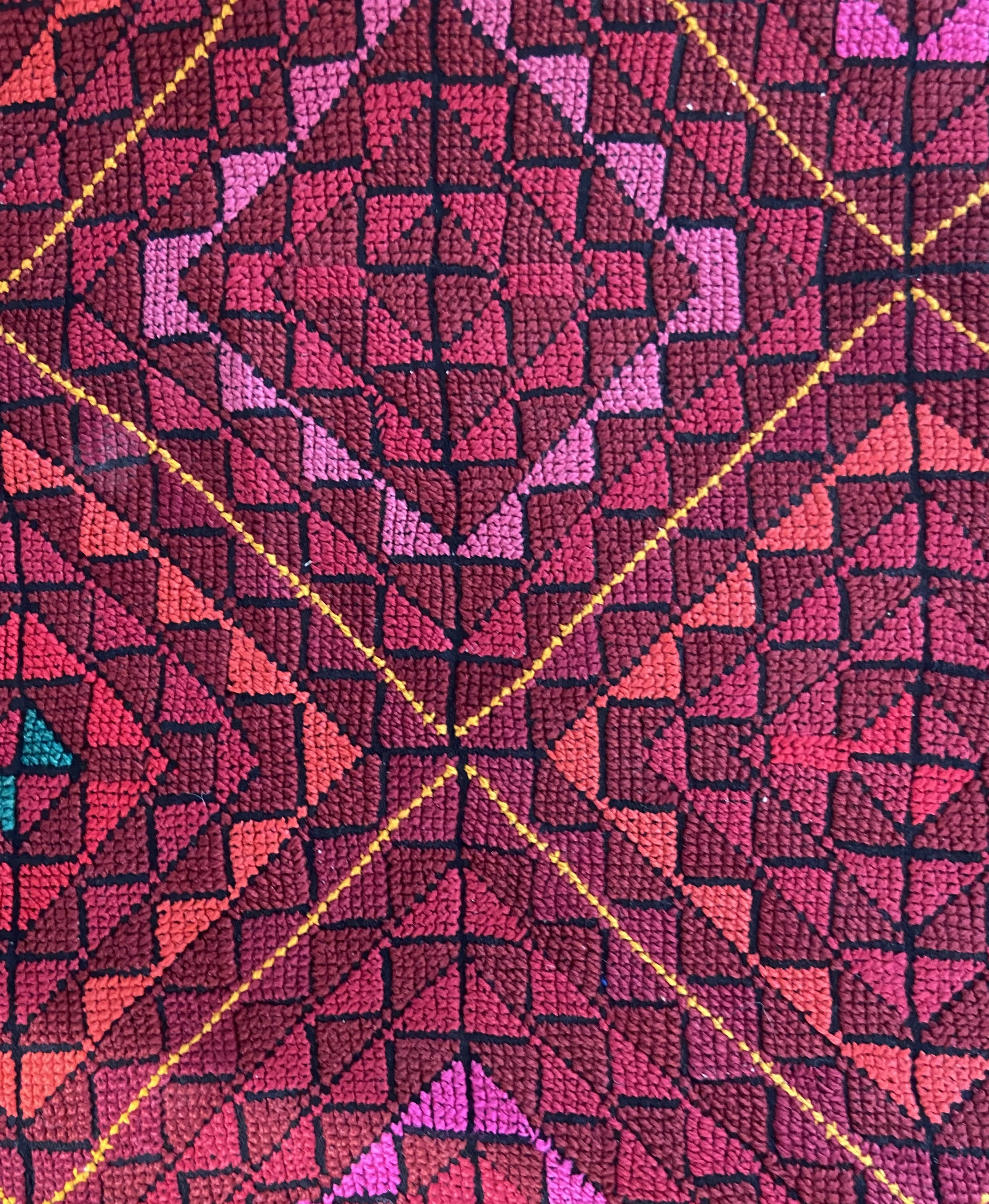
Broderie sur un thobe de Beersheba.

Le tatreez fait grand usage de la couleur.
Le tatreez de Bethléem est particulièrement réputé.

## Signification et importance
Le tatreez est un art féminin dans la culture palestinienne. Les brodeuses et leurs œuvres mobilisent ainsi des enjeux politiques qui leur sont propres, à l'intersection particulièrement du féminisme et de la lutte pour l'émancipation palestinienne.

## Promotion et préservation
Différentes initiatives existent pour préserver, transmettre et célébrer le tatreez, dont celles de Wafa Ghnaim et de Zain Masri. Le tatreez a été inscrit au patrimoine mondial de l'humanité en 2021.